# Erannis vancouverensis
Erannis vancouverensis är en fjärilsart som beskrevs av George Duryea Hulst 1896. Erannis vancouverensis ingår i släktet Erannis och familjen mätare. Inga underarter finns listade i Catalogue of Life.